# Andrés de Cerezo y Nieva
Andrés de Cerezo y Nieva (Tricio, 1 de diciembre de 1709–Madrid, 12 de abril de 1770) fue un eclesiástico español que ocupó el cargo de comisario general de Cruzada.

## Biografía
Colegial del colegio del Arzobispo en Salamanca. Arcediano titular, dignidad y canónigo de la catedral de Toledo. Miembro del consejo real. Su majestad le propuso para el arzobispado de Zaragoza, aunque rehusó admitir el cargo. Fue colector general de expolios. En 1751, el rey Fernando VI le nombra comisario general de Cruzada, en sustitución de Bartolomé de Rajoy, que había sido promovido al arzobispado de Santiago. Falleció en Madrid en 1770 a los 60 años de edad.